# Ilomilo
ilomilo es un videojuego de lógica desarrollado por Southend Interactive y Microsoft Game Studios. Fue lanzado para Windows Phone 7 el 8 de noviembre de 2010, para los clientes de AT&T. El 26 de noviembre de 2010, un sitio web "secreto" se puso a disposición en el cual los jugadores podían obtener un código para descargar una prueba y comprar el juego temprano, aunque oficialmente el juego fue lanzado para Xbox Live Arcade el 5 de enero de 2011.

## Modo de juego
El objetivo de cada uno de los 49 niveles es unir Ilo y Milo, los cuales están en lados separados del nivel y deben trabajar juntos para encontrarse. Los jugadores pueden intercambiar el control entre Ilo y Milo, o los dos jugadores pueden controlar Ilo y Milo juntos. Debido a que sólo un personaje puede estar "activo" en cualquier momento, los jugadores en el modo multijugador alternan entre controlar su carácter dado y usar un "puntero" para ayudar a orientar al jugador activo. También hay "huevos" escondidos en algunos niveles los cuales sólo están disponibles en el modo multijugador. Los niveles se componen de diversos cubos, y algunos que pueden ser recogidos y transportados por Ilo o Milo con el fin de colocarlos en otras partes del nivel, abriendo un camino para el que el otro personaje avance. Los cubos tienen diferentes efectos, tales como extenderse a través de huecos o permitir que Ilo o Milo caigan a través de ellos y terminen en el otro lado. Hay alfombras que permiten a los personajes caminar en diferentes lados de los cubos e interruptores que activan puentes. Hay fragmentos distintos escondidos en todos los niveles que cuando se colectan se reconstruyen memorias de postal, las cuales explican algo de la historia de fondo del juego. También hay pequeñas criaturas llamadas Safkas escondidas en cada nivel, que desbloquean bonificaciones cuando se colectan. Los niveles que estos safkas abren contienen una parte de "The Huntsman and the Fox" de Sebastian con niveles con apariciones de otros juegos y niveles con otras versiones de los mismos Ilo y Milo. Los personajes que se pueden ver en los niveles de la Safka púrpura son The Goo Balls de World of Goo, Victor Neff de "The Dream Machine", Meat Boy de Super Meat Boy, y Josef de Machinarium. También hay contenido adicional disponible si el jugador posee A World of Keflings o Raskulls.

## Argumento
Ilo y Milo son dos amigos que se reúnen todos los días por compañerismo dentro de un parque bizarro en un mundo extraño, poblado por personajes estrafalarios, incluyendo otras safkas, formas de vida utilitarias conocidos como "cubos", y el arrogante, pero útil Sebastian, un hombre pequeño que llevaba un bicornio y va montado en un escarabajo volador.
Cada vez que Ilo y Milo regresan por la noche y regresan a sí en el día, el parque se vuelve más y más complicado de navegar (en referencia a los niveles del juego y elementos de rompecabezas). Después de una reunión, Ilo y Milo se enfadan ante la idea de irse otra vez, llorando tan fuerte que los niveles posteriores se juegan bajo el agua. Más tarde, cada uno tiene una idea de dibujar mapas para sí y arrojarlos sobre el parque con la esperanza del otro los encuentre, irónicamente haciendo este parque aún más confuso para navegar. En el capítulo final, Ilo y Milo deciden no volver a casa por la noche, y en lugar buscar el sol, para que puedan estar juntos. Se pierden una vez más, y finalmente se reúnen en un vehículo que se asemeja a una locomotora fusionada con un biplano, y salen desde el parque en él. Prometiendo nunca separarse de nuevo, vagan por el mundo juntos.
La historia principal es alegórica a un breve argumento secundario que involucra a dos personajes humanos llamados "Ilona Zevon" y "Milton Foley", el jugador recibe fragmentos de la trama secundaria (en la forma de cartas escritas) después de recoger suficientes "Fragmentos de memoria" que se encuentran en los niveles . En esta trama secundaria, Ilona y Milton escriben cartas el uno al otro con frecuencia y el deseo de reunirse en sus lugares favoritos, incluyendo un parque desconocido y un lago. Ilona finalmente deja de reunirse con Milton y de escribir por completo; Milton persiste en el enviando correo, sólo para que sea devuelto por un "Dr. Jacob", que afirma que Ilona ya no reside en la residencia prevista. Más tarde se revela que a Ilona se le ha prohibido ver a Milton por "anguien". Milton restablece el contacto con Ilona y reanuda sus encuentros, e Ilona adquiere dos entradas para un tren nocturno desconocido, pidiendo que "nunca regrese". El fragmento final es una denuncia de desaparición de Ilona y Milton, de 29 de noviembre.
Un segundo argumento secundario, de una fábula llamada "The Huntsman and the Fox", se narra al jugador por Sebastian, si se le encuentra en los niveles de bonificación específicos. La fábula implica un zorro, un cazador, y su novia exigente. La novia le pide al cazador que mate un zorro y cree a partir de él una hermosa boa de su piel. El cazador va al bosque y se encuentra con el zorro, sin embargo, el zorro convence el cazador de que lo salve por el bien de su familia. La novia está furiosa y amenaza con abandonar al cazador si no produce una boa, y el cazador se enfrenta al zorro de nuevo. El zorro llega a un acuerdo con el cazador, ofreciéndole su cola a cambio de su vida y el voto del cazador de nunca dañar un zorro. La novia, sin embargo rechaza la cola sola por ser demasiado inadecuada para hacer una hermosa boa, y el cazador decide romper su contrato con el zorro.

## Recepción
Ilomilo en general recibió críticas favorables, obteniendo una puntuación de 81/100 de la crítica del agregador Metacritic. WMPoweruser dio a la versión Windows Phone 7 (WP7) de ilomilo una puntuación total de 5/5. WPCentral dio la versión de WP7 una puntuación de 8,5, alabando su encanto aunque criticando su corta longitud. Julián Montoya de Platform Nation dio al juego un 9 de 10, indicando que el título es "un juego lindo y excelente de logica con visuales espectaculares e imaginativas, escenarios inteligentes e igualmente música encantadora". Edge otorgó ql juego 6/10, afirmando que "sus enigmas más inteligentes abarcan tres dimensiones sorprendentemente bien", pero criticó a la dirección artística del juego, afirmando que" el encanto es demasiado amanerado para ser realmente eficaz".